# Suljînivka, Dzerjînsk
Suljînivka (în ucraineană Сульжинівка) este un sat în comuna Starociudnivska Huta din raionul Dzerjînsk, regiunea Jîtomîr, Ucraina.

## Demografie
Componența lingvistică a localității Suljînivka
     Ucraineană (100%)
Conform recensământului din 2001, toată populația localității Suljînivka era vorbitoare de ucraineană (100%).